# Muragundi, Athni
Muragundi là một làng thuộc tehsil Athni, huyện Belgaum, bang Karnataka, Ấn Độ.